# Мокруша (Марий Эл)
Мокруша (мар. Мокруш) — опустевшая деревня в Куженерском районе Республики Марий Эл. Входит в состав Русскошойского сельского поселения.

## География
Находится в северо-восточной части республики Марий Эл на расстоянии приблизительно 17 км на юг-юго-восток от районного центра посёлка Куженер.

## История
Известна с 1859 году как казённый починок с двумя названиями Ергаранур и Мокрушинский, в нём было 12 дворов. В 1874 году починок Ергаранур состоял из 33 дворов, в нём проживали русские, 214 человек. В 1924 году в деревне был 61 двор. В 1949 году в деревне было 58 дворов, 173 жителя. В 1960-е годы деревня стала неперспективной, жители стали покидать деревню. В 1960 году в здесь было 60 хозяйств, проживало 243 человека, в 1980 году 19 хозяйств, 58 человек, в 1984 году ещё проживало 17 человек. В советское время работал колхоз «Правда».

## Население
Население составляло 1 человек (мари 100 %) в 2002 году, 0 в 2010.